# Graciela Quan
Graciela Quan Valenzuela (1911-22 de enero de 1999) fue una abogada, notaria, feminista, sufragista y activista social guatemalteca y la primera abogada del país. Hizo campaña por el sufragio femenino y redactó una propuesta preliminar para la ley de derechos civiles de Guatemala. También fue trabajadora social, asesora del presidente de Guatemala, delegada ante las Naciones Unidas y presidenta de la Comisión Interamericana de Mujeres.

## Biografía
Graciela Quan Valenzuela nació en 1911 en Guatemala y realizó sus estudios en la Universidad de San Carlos de Guatemala, de donde se graduó en 1942 como Licenciada en Ciencias Jurídicas y Sociales, convirtiéndose en la primera abogada del país. Fue la última mujer en graduarse antes de que las mujeres obtuvieran los derechos civiles. Su tesis, Ciudadanía opcional para la mujer guatemalteca, propuso un proyecto de ley para otorgar el derecho de voto a las mujeres. Se unió a un grupo en 1944, integrado por Angelina Acuña, Elisa Hall de Asturias e Irene de Peyré, entre otras, para formar la Unión Femenina Guatemalteca Pro-ciudadanía —de la que fue presidenta—, una organización que estaba a favor del reconocimiento de los derechos civiles de las mujeres, incluido el sufragio para aquellas que estaban alfabetizadas. Después del golpe de Estado de 1944 en Guatemala, la nueva constitución, promulgada el 1 de marzo de 1945, otorgó el derecho al voto a todos los ciudadanos alfabetizados, incluidas las mujeres.
Quan fue una de las organizadoras del Primer Congreso Interamericano de Mujeres, celebrado el 27 de agosto de 1947 en Ciudad de Guatemala, que tenía como uno de sus temas principales la igualdad entre hombres y mujeres. En ese mismo año fue cofundadora del Altrusa Club de Guatemala, una filial de la organización Altrusa International, Inc. El objetivo inicial del club era proporcionar educación a las niñas empobrecidas; luego se expandió para ayudar a los niños de la calle y fundar la biblioteca infantil municipal. También fue delegada en las Naciones Unidas en 1956-57 y asesora del presidente Carlos Castillo Armas en temas sociales. Entre 1957 y 1961, Quan fue la representante de Guatemala ante la Comisión Interamericana de Mujeres y la presidenta de la organización. Fue elegida mujer del año en 1960 por el periódico Prensa Libre.
Fue recomendada a la Agencia de los Estados Unidos para el Desarrollo Internacional en 1978, como asesora regional sobre asuntos de la mujer en América Latina, en base a su experiencia previa en la Comisión de Derechos Humanos de las Naciones Unidas y su trabajo social pionero en Guatemala.
Quan falleció el 22 de enero de 1999 en Ciudad de Guatemala, Guatemala.